# یاماگوچی نوری‌یوشی
یاماگوچی نوری‌یوشی (به ژاپنی: 山口教吉) یا (به ژاپنی: 織田信貞) (تولد نامشخص-مرگ ۱۵۶۰) یک سامورایی در دوره سنگوکو در ولایت اواری و از ملازمان خاندان اودا بود. بعدها به خاندان اودا خیانت کرده و به صورت یکی از ملازمان خاندان ایماگاوا درآمد. وی پسر یاماگوچی نوری‌تسوگو بود.